# Linguae vasconum primitiae
Linguae vasconum primitiae (en español: Primicias de la lengua vasca) es un libro escrito por Bernat Dechepare y publicado en Burdeos en 1545. Es el primer texto publicado íntegramente en lengua vasca del que se tiene conocimiento. Solo ha sobrevivido una copia que pertenece a la Biblioteca Nacional de Francia.
Dechepare era plenamente consciente de ser el primer autor de un libro en euskera y se muestra orgulloso de ello a lo largo del libro.
Es un texto breve, que contiene un prólogo, quince poemas y algunas canciones. Está escrito en el dialecto navarro-labortano del euskera. Los poemas se dividen en cuatro grupos temáticos: dos sobre religión, diez sobre el amor, uno sobre la libertad y dos sobre la lengua vasca.
Según René Lafon, quizás pudo existir una edición anterior más breve que se habría perdido; esto nos hace sospechar las diferentes grafías que existen entre una canción y otra.
La métrica tiene su origen en la poesía latina de la Edad Media.
La parte más conocida de la obra es la siguiente:
| Texto original                                                                            | Euskera contemporáneo                                                                        | Español                                                                                             |
| ----------------------------------------------------------------------------------------- | -------------------------------------------------------------------------------------------- | --------------------------------------------------------------------------------------------------- |
| Heuscara ialgui adi cãpora.                                                               | Euskara, jalgi hadi kanpora.                                                                 | Euskera, sal afuera.                                                                                |
| Garacico herria Benedicadadila Heuscarari emandio Beharduyen thornuya.                    | Garaziko herria Bedeinka dadila Euskarari eman dio Behar duen tornua.                        | El pueblo de Garazi Bendito sea Le ha dado al euskera el rango que merece.                          |
| Heuscara ialgui adi plaçara.                                                              | Euskara, jalgi hadi plazara.                                                                 | Euskera, sal a la plaza.                                                                            |
| Berce gendec usteçuten Ecin scribaçayteyen Oray dute phorogatu Enganatu cirela.           | Bertze jendek uste zuten Ezin idatz zaiteien Orain dute frogatu Enganatu zirela.             | Las otras gentes creían Que no se te podía escribir Ahora se ha demostrado Que estaban equivocados. |
| Heuscara ialgui adi mundura.                                                              | Euskara, jalgi hadi mundura.                                                                 | Euskara, sal al mundo.                                                                              |
| Lengoagetan ohi inçan Estimatze gutitan Oray aldiz hic beharduc Ohori orotan.             | Hizkuntzetan ohi hintzen Estimatze gutxitan Orain aldiz hik behar duk Ohore orotan.          | Entre las lenguas tú estabas en poca estima Ahora, en cambio, tú tienes El honor de todas.          |
| Heuscara habil mundu gucira.                                                              | Euskara, habil mundu guztira.                                                                | Euskara, anda por todo el mundo.                                                                    |
| Berceac oroc içan dira Bere goihen gradora Oray hura iganenda Berce ororen gaynera.       | Bertzeak orok izan dira Bere goren gradura Orain hura iganen da Bertze ororen gainera.       | Todas las demás han estado Por encima de ella Ahora ella ascenderá Por encima de todas.             |
| Heuscara                                                                                  | Euskara                                                                                      | Euskara                                                                                             |
| Bascoac oroc preciatzẽ Heuscaraez iaquin harrẽ Oroc iccassiren dute Oray cerden heuscara. | Euskaldunak orok preziatzen Euskaraz ez jakin arren Orok ikasiko dute Orain zer den euskara. | Todos aprecian a los vascos Aunque no sepan euskera Todos aprenderán Ahora lo que es el euskera.    |
| Heuscara                                                                                  | Euskara                                                                                      | Euskera                                                                                             |
| Oray dano egon bahiz Imprimitu bagueric Hiengoitic ebiliren Mundu gucietaric.             | Orain arte egon bahaiz Inprimatu gaberik Hi engoitik ibiliren Mundu guztietarik.             | Si hasta ahora has estado Sin imprimir Tú a partir de ahora andarás Por todo el mundo.              |
| Heuscara                                                                                  | Euskara                                                                                      | Euskera                                                                                             |
| Eceyn erelengoageric Ez francesa ez berceric Oray eztaerideyten Heuscararen pareric.      | Ezein ere hizkuntzarik Ez frantsesa ez bertzerik Orain ez da erideiten Euskararen parerik.   | Ningún lenguaje Ni francés ni otro cualquiera Se halla ahora Al nivel del euskera.                  |
| Heuscara ialgui adi dançara.                                                              | Euskara, jalgi hadi dantzara.                                                                | Euskera, sal a bailar.                                                                              |